# Fantasie voor piano (Hovhaness)
Alan Hovhaness componeerde zijn vroege Fantasie voor piano in 1952. Hij droeg het werk op aan Tumburu. Rond 1952 kwam een eind aan Alans Armeense periode, waarin hij zich verdiepte in de Armeese (religieuze) geschiedenis. Tumburu is de Indiase God van de muziek. Deze doorgecomponeerde fantasie voor piano solo bestaat uit 10 segmenten, die bijna allemaal uit ragas. Deze ragas zijn opgebouwd uit een beperkt aantal tonen. De piano wordt daarbij soms op de “normale” wijze bespeeld (twee handen aan het klavier), maar soms moet de pianist even opstaan om de snaren langs buiten te beroeren. Die laatste techniek bestaat het in trilling brengen van de snaren door middel van een marimbastok met hardrubber uiteinde; een paukenstok met zachte lamswol, een plectrum, dan wel een aanraking met een strelende hand. In het werk komt regelmatig een Jhala voor (herhaaldelijk aanslaan van de noot om decrescendo in de noot te voorkomen).

## Discografie
- Uitgave Crystal Records, Poseidon Records: Alan Hovhaness (1972)
- Uitgave Crystal Records: Wayne Johnson (1991)

## Bron
- de Crystal Records compact disc met Hovhaness;
- Hovhaness.com